# 德氏高鰭刺尾魚
德氏高鰭刺尾魚（學名：Zebrasoma desjardinii），是輻鰭魚綱鱸形目刺尾魚亞目刺尾鯛科的一種，屬於海洋珊瑚礁魚類，於1836年首次被英國動物學家Edward Turner Bennett正式描述為Acanthurus desjardinii，其模式產地為模里西斯。

## 分布
分布於印度洋地區：由紅海南至南非的納塔爾，東至印度，爪哇、可可群島、基靈群島等。

## 深度
水深3至30公尺。

## 描述
本種魚體呈卵圓形而側扁。口小，端位，上下頜齒較大，齒固定不可動，扁平，邊緣具缺刻。根據年齡的不同，個體顏色可能會有所不同，體上側交替橙色和深藍色的垂直條帶，眼睛上有較大的藍色條帶，腹側有斑點，頭部有許多白色斑點。背鰭和臀鰭具有橫向交替的橙色和藍色帶狀圖案。尾鰭有白色斑點和線條。幼魚身上有細長的灰色和黃色條紋，頭部有2條黑色條紋 。背鰭硬棘為4條，背鰭軟條27至31枚、臀鰭硬棘3枚、臀鰭軟條22至24枚。
體長可達40公分，具性別二形性。雄魚的體型較雌魚為大。本種幼體與高鰭刺尾魚（Zebrasoma veliferum）類似，但本種成魚臀鰭鰭條較少，且尾部略有不同。

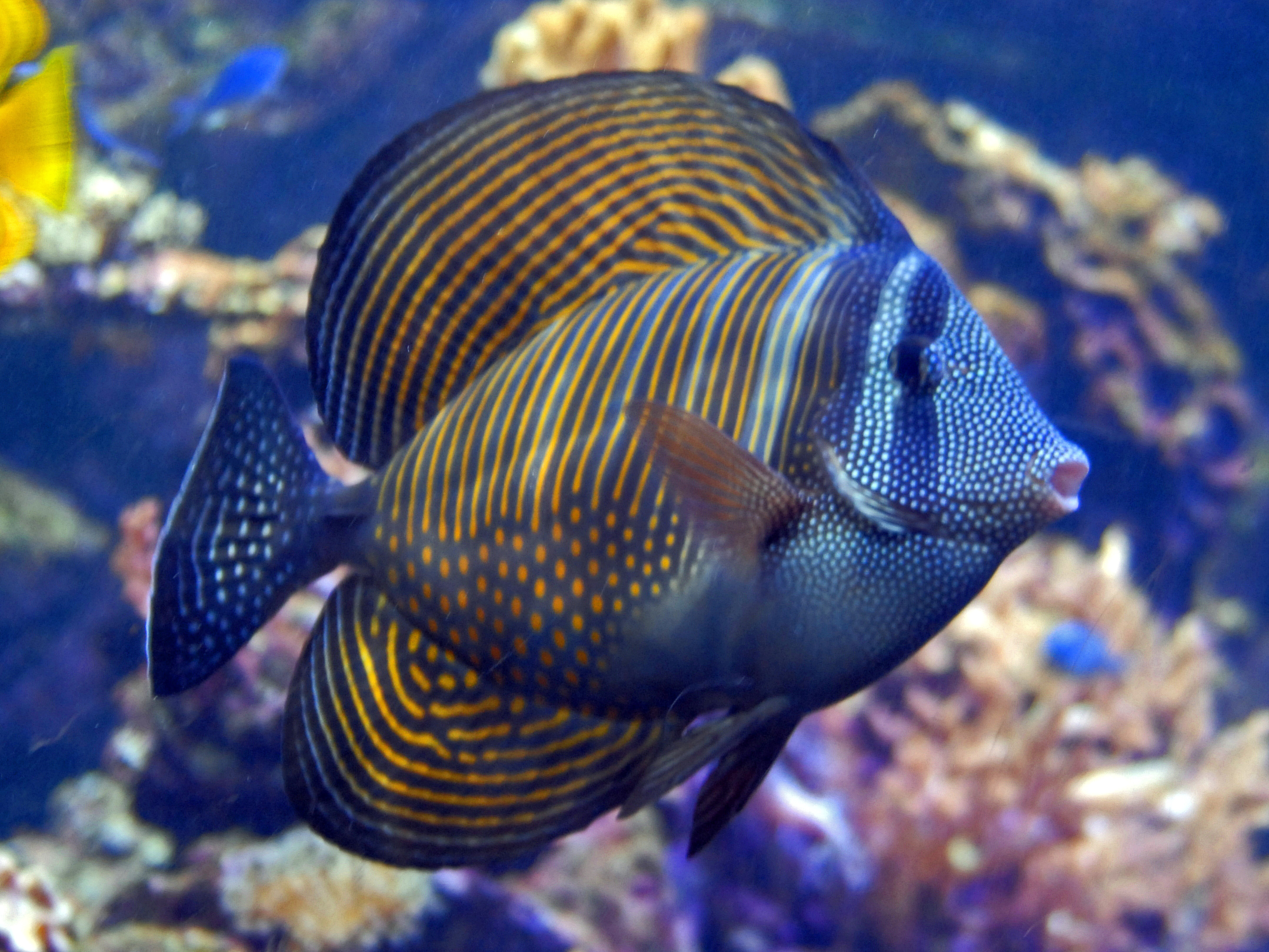
本種具有軟質背鰭及臀鰭。

## 生態
本魚棲息於礁湖或臨海礁坡上，幼魚在隱蔽的內部礁區活動。主要以絲狀藻類，各種大型藻類和浮游生物為食。

## 經濟利用
可食用，具水族觀賞價值。

## 別名
又稱德氏高鰭刺尾鯛，俗名粗皮魚、珍珠倒吊。